# Cerro Ap Iwan
Cerro Ap Iwan är ett berg i Argentina, på gränsen till Chile. Det ligger i den södra delen av landet, 1 700 km sydväst om huvudstaden Buenos Aires. Toppen på Cerro Ap Iwan är 2 280 meter över havet, eller 414 meter över den omgivande terrängen. Bredden vid basen är 10,0 km.
Terrängen runt Cerro Ap Iwan är kuperad åt nordost, men åt sydväst är den bergig. Cerro Ap Iwan är den högsta punkten i trakten. Trakten runt Cerro Ap Iwan är nära nog obefolkad, med mindre än två invånare per kvadratkilometer.. Det finns inga samhällen i närheten.
Trakten runt Cerro Ap Iwan består i huvudsak av gräsmarker.